# María Teresa Ledochowska
María Teresa Ledóchowska (1863-1922) fue una religiosa austríaca, fundadora de la congregación de las «Hermanas Misioneras de San Pedro Claver» (también llamadas «Hermanas Claverianas»). Su compromiso en las misiones de África por los oprimidos y por la liberación de los esclavos le hicieron ganar el epíteto de «madre de las misiones de África». Beatificada por la Iglesia católica el 19 de octubre de 1975, su festividad se celebra el 6 de julio.

## Los primeros años
La beata María Teresa Ledóchowska nació el 29 de abril de 1863 en Loosdorf (Austria). Hija del Conde Antoni Halka-Ledochowski, de origen polaco, ella y sus hermanos Wlodimir Ledochowski, Ursula Ledóchowska y Ignacy Kazimierz Ledóchowski crecieron en la finca de su padre, en un ambiente aristocrático, heredando la fe de sus progenitores. En 1882 se trasladó con su familia a Lipnica, cerca de Cracovia (Polonia). 
En 1885 entró al servicio de la corte de Fernando IV, gran duque de Toscana, en Salzburgo (Austria). De 1885 a 1890, María Teresa fue dama de honor de la gran duquesa de Toscana.

## El «Sodalicio de San Pedro Claver»

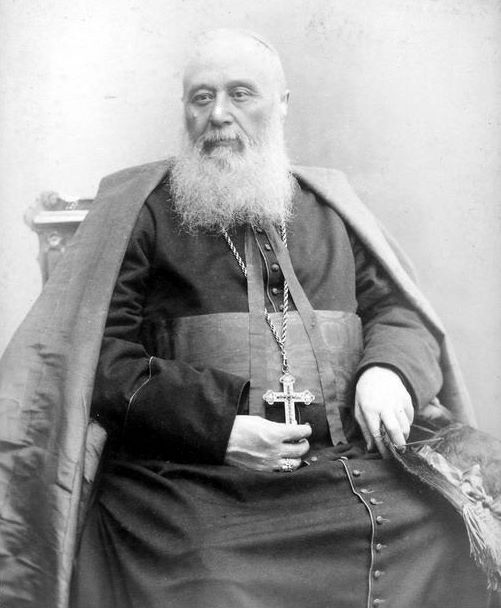
Cardenal Charles Martial Lavigerie, misionero en África que combatió la esclavitud. Su prédica convenció a María Teresa Ledóchowska de trabajar por esa causa. Fotografía de 1882.

María Teresa no tenía sentido de la vida religiosa hasta que leyó un discurso del cardenal Charles Martial Lavigerie, a quien el papa León XIII le había confiado la evangelización de África. En efecto, tuvo dos encuentros significativos que cambiaron su vida: con las Franciscanas Misioneras de María y con el cardenal Charles Martial Lavigerie. El cardenal exhortaba a todos, y en particular a las damas europeas, al compromiso contra la esclavitud. María Teresa Ledóchowska comenzó a dar a conocer su causa.
En 1890, fundó la revista «Eco de África» organizando una imprenta con el fin de editar publicaciones religiosas misioneras. Salió de la Corte en 1891 y, a partir de ese momento, inició un proceso de maduración que la conduciría a la redacción de los estatutos para una asociación de laicos a la cual llamó «Sodalicio de San Pedro Claver», que tenía por objetivo apoyar las misiones africanas y la liberación de los esclavos. María Teresa eligió a Pedro Claver, como santo patrono de la obra misionera que emprendía. Esos estatutos fueron aprobados por el papa León XIII el 29 de abril de 1894. El propio papa la recibió en audiencia y apoyó su idea de luchar contra la esclavitud en África.

## «Hermanas Misioneras de San Pedro Claver»

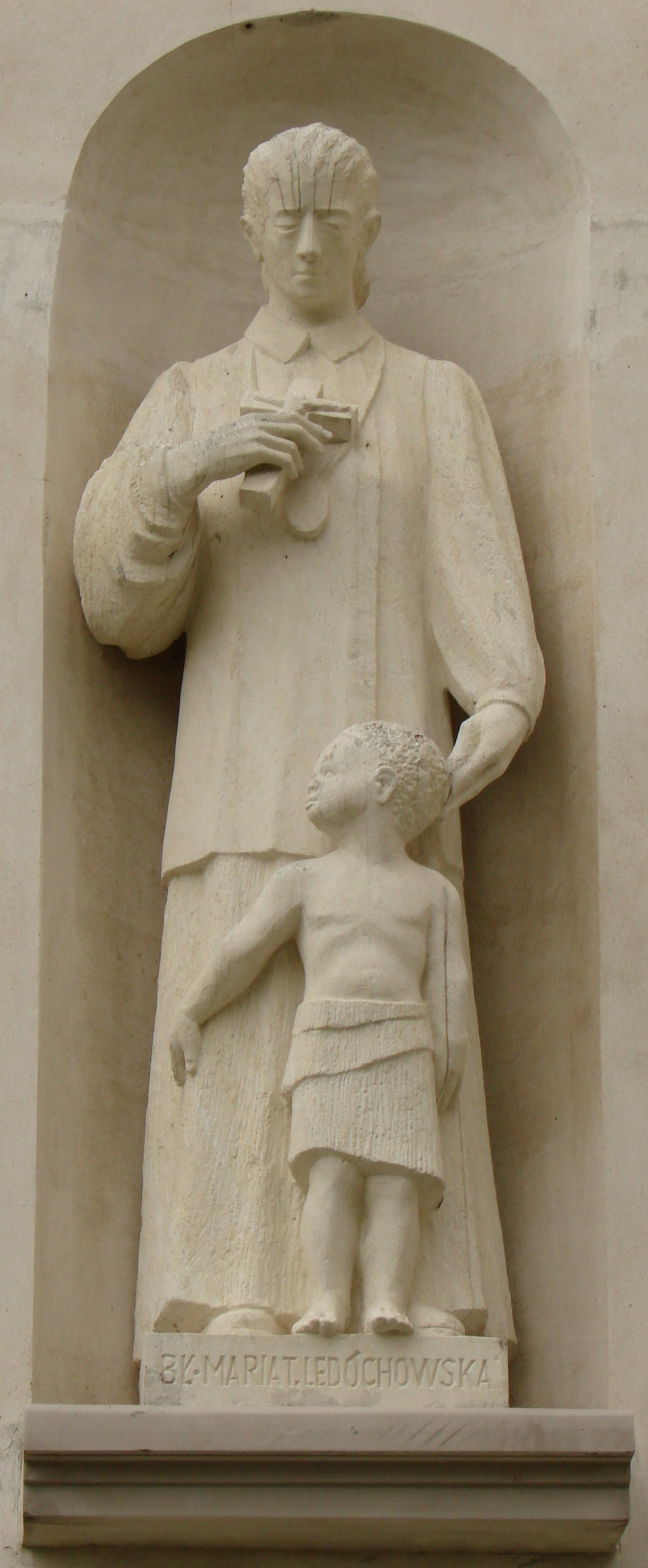
Escultura que representa a María Teresa Ledóchowska. Iglesia de San José en Muszyna, Polonia.

En 1897, el Sodalicio con su primera sede cerca de Salzburgo se convirtió en una congregación religiosa. El cardenal Johannes Evangelista Haller (1825-1900), arzobispo de Salzburgo entre 1890 y 1900, aprobó las primeras constituciones el 17 de abril de 1897 y María Teresa, junto a la primera compañera Melania d'Ernst, profesaron los votos religiosos. Para entonces, las  ediciones del «Eco de África» se imprimían en 9 idiomas. En 1910, tuvo el reconocimiento del Instituto por parte del papa Pío X.
Así, María Teresa Ledóchowska se convirtió en la fundadora de la congregación de las «Hermanas Misioneras de San Pedro Claver» (también llamadas «Hermanas Claverianas»). María Teresa ya era conocida como la «madre de las misiones de África». Murió en la casa general de Roma, el 6 de julio de 1922.

## Legado
Después de la muerte de María Teresa Ledóchowska, la congregación que fundó -iniciada en Europa- se extendió por los restantes continentes: América (1928), Oceanía (Australia, 1929), África (1955), y Asia (India, 1972). Entre los países de habla hispana, la obra se propagó por España (Tv. Cano 10, Madrid), Argentina (Tronador 1851, Ciudad de Buenos Aires), Colombia, etc. María Teresa Ledóchowska fue beatificada por el papa Pablo VI el 19 de octubre de 1975 y su festividad se celebra en la Iglesia católica el 6 de julio.